# Haris Vučkić
Haris Vučkić, slovenski nogometaš, * 21. avgust 1992, Ljubljana.
Vučkić je v mladinski karieri igral za klub NK Domžale, za katerega je igral tudi med letoma 2008 in 2009 v slovenski članski ligi. Nekaj mesecev pred svojim šestnajstim rojstnim dnevoma, 25. maja 2008, je debitiral v slovenski prvi ligi kot zamenjava v zaključku tekme proti NK Celje. Ker je bil po pravilih Nogometne zveze Slovenije premlad za nastop v prvi ligi, je bil klub denarno kaznovan. Od sezone 2008/09 je član angleškega kluba Newcastle United. Za Newcastle je debitiral 26. avgusta 2009, ko je vstopil v igro v zaključku tekme ligaškega pokala proti Huddersfield Townu, igral je na levem krilu. Pet dni za tem je Vučkić vstopil v igro na tekmi angleške druge lige kot zamenjava za napadalca Nila Rangerja ob zmagi 1:0 proti Leicester Cityju, kar je bila zanj prva ligaška tekma za klub. V Premier League je kot najmlajši slovenski nogometaš debitiral 28. avgusta 2011 proti Fulhamu, ko je v igro vstopil v 78-i minuti, toda sedem minut za tem je bil zamenjan zaradi poškodbe prsta.
Za Slovenijo je zaigral v reprezentancah do 15, 16, 17, 19, 20 in 21 let ter članski reprezentanci.
Tudi njegov brat Alen je bil nogometaš.